# Wynigen
Wynigen es una comuna suiza del cantón de Berna, situada en el distrito administrativo del Emmental. Limita al norte con las comunas de Seedorf y Ochlenberg, al este con Oeschenbach y Walterswil, al sur con Affoltern im Emmental, Heimiswil y Burgdorf, y al oeste con Rumendingen y Alchenstorf.
Hasta el 31 de diciembre de 2009 situada en el distrito de Burgdorf.

## Transporte
Ferrocarril
La comuna cuenta con una estación ferroviaria donde efectúan parada trenes de ámbito regional, que permiten unirla con la capital del cantón, Berna u otras ciudades o comunas cercanas.